# Rhynchosia monticola
Rhynchosia monticola là một loài thực vật có hoa trong họ Đậu. Loài này được Grear miêu tả khoa học đầu tiên.